# I fuorilegge
I fuorilegge è un film drammatico del 1950 diretto da Aldo Vergano.
Ambientato nella Sicilia del dopoguerra, è girato interamente nel comune di Piana degli Albanesi, negli stessi luoghi dove aveva imperato il bandito Giuliano e la sua banda per la strage di Portella della Ginestra.

## Trama
Turi, tornato in Sicilia dall'estero, apprende che la sorella Maruzza è l'amante di Cosimo Barrese, militante del Movimento per l'Indipendenza della Sicilia, che, abbandonato da tutti, è diventato un bandito. I due vorrebbero sposarsi, ma la vita da fuorilegge pare un ostacolo insormontabile. Turi chiede vendetta verso il bandito che ha disonorato la famiglia e si avvale di un losco e subdolo avvocato per spingerlo in trappola.

## Produzione
La storia è un parziale riferimento alle vicende di Salvatore Giuliano, presenta una sceneggiatura rimaneggiata più volte, una prima stesura vedeva alla scrittura anche Pietro Germi, reduce dal successo di In nome della legge.
Il titolo provvisorio del film durante la lavorazione era Montelepre.

## Distribuzione
Il film venne distribuito nel circuito cinematografico italiano il 9 giugno 1950.